# Uffculme
Uffculme – wieś w Anglii, w hrabstwie Devon, w dystrykcie Mid Devon.